# Donji Hasić
Donji Hasić (cyr. Доњи Хасић) – wieś w Bośni i Hercegowinie, w Republice Serbskiej, w gminie Šamac. W 2013 roku liczyła 207 mieszkańców.